# Yettishar
Lo Yettishar (in uiguro : يەتتىشەر دۆلەتى; in cinese che significa "Sette città" o "Eptapoli"), comunemente noto come Kashgaria, fu uno stato turco musulmano sunnita di breve durata esistente nello Xinjiang tra il 1865 e il 1877 durante la rivolta dei Dungani contro la dinastia Qing. Le sette città erano Kashgar, Khotan, Yarkand, Yangishahr, Aksu, Kucha e Korla. Nel 1873, fu riconosciuto dall'Impero ottomano come stato vassallo.  Il 18 dicembre 1877, l'esercito dei Qing entrò a Kashgar ponendo fine allo stato.

## Storia

### Sfondo
Nel anni 1860, lo Xinjiang era sotto il dominio dei Qing da un secolo. L'area era stata conquistata nel 1759 dal Khanato degli Zungari la cui popolazione principale, gli Oirati, divenne successivamente l'obiettivo del genocidio. Tuttavia, poiché lo Xinjiang consisteva principalmente di terre semi-aride o desertiche, esse non erano attraenti per i potenziali coloni Han ad eccezione di alcuni commercianti, e quindi altri popoli come gli uiguri si stabilirono nell'area.
Il gruppo etnico noto oggi come popolo uiguro non era conosciuto con il termine "uiguro" fino al XX secolo. Gli uzbeki che abitavano vicino nell'attuale Xinjiang erano chiamati collettivamente "Andijani" o " Kokandi", mentre gli uiguri nel bacino del Tarim erano conosciuti come "Turki", probabilmente a causa della loro lingua. C'erano anche immigrati uiguri residenti nella zona di Ili che venivano chiamati "Taranchi". Il termine moderno "Uiguro" fu assegnato a questo gruppo etnico dalla neonata Unione Sovietica nel 1921 in una conferenza a Tashkent. Di conseguenza, le fonti del periodo della rivolta dei Dungani non fanno menzione degli uiguri. Il conflitto fu principalmente una guerra etnica e religiosa combattuta da membri degli Hui musulmani e da altri gruppi etnici musulmani nelle province cinesi di Shaanxi, Ningxia e Gansu, nonché nello Xinjiang, tra il 1862 e il 1877.
Migliaia di rifugiati musulmani dallo Shaanxi fuggirono nel Gansu. Alcuni di loro formarono importanti battaglioni nel Gansu orientale, con l'intenzione di riconquistare le loro terre nello Shaanxi. Mentre i ribelli Hui si preparavano ad attaccare Gansu e Shaanxi, Yaqub Beg, un comandante di etnia uzbeka o tagika del Khanato di Kokand, fuggì dal Khanato nel 1865 dopo aver perso Tashkent a causa dei russi, si stabilì a Kashgar e presto riuscì a prendere il controllo completo dello Xinjiang.

### Istituzione dello Yettishar

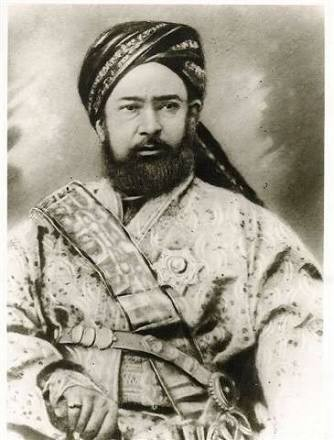
Yaqub beg, sovrano di Yettishar

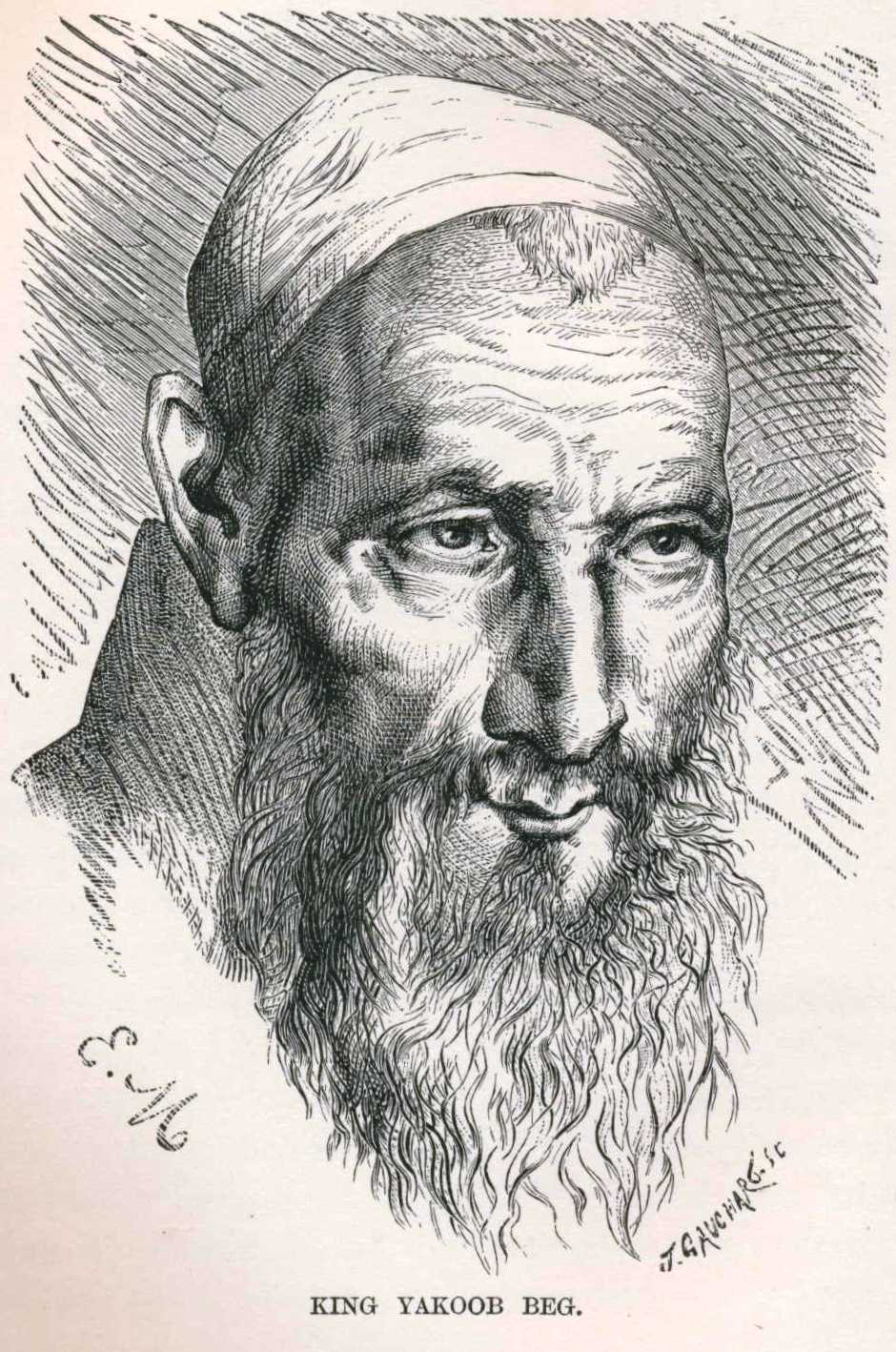
Yaqub Beg

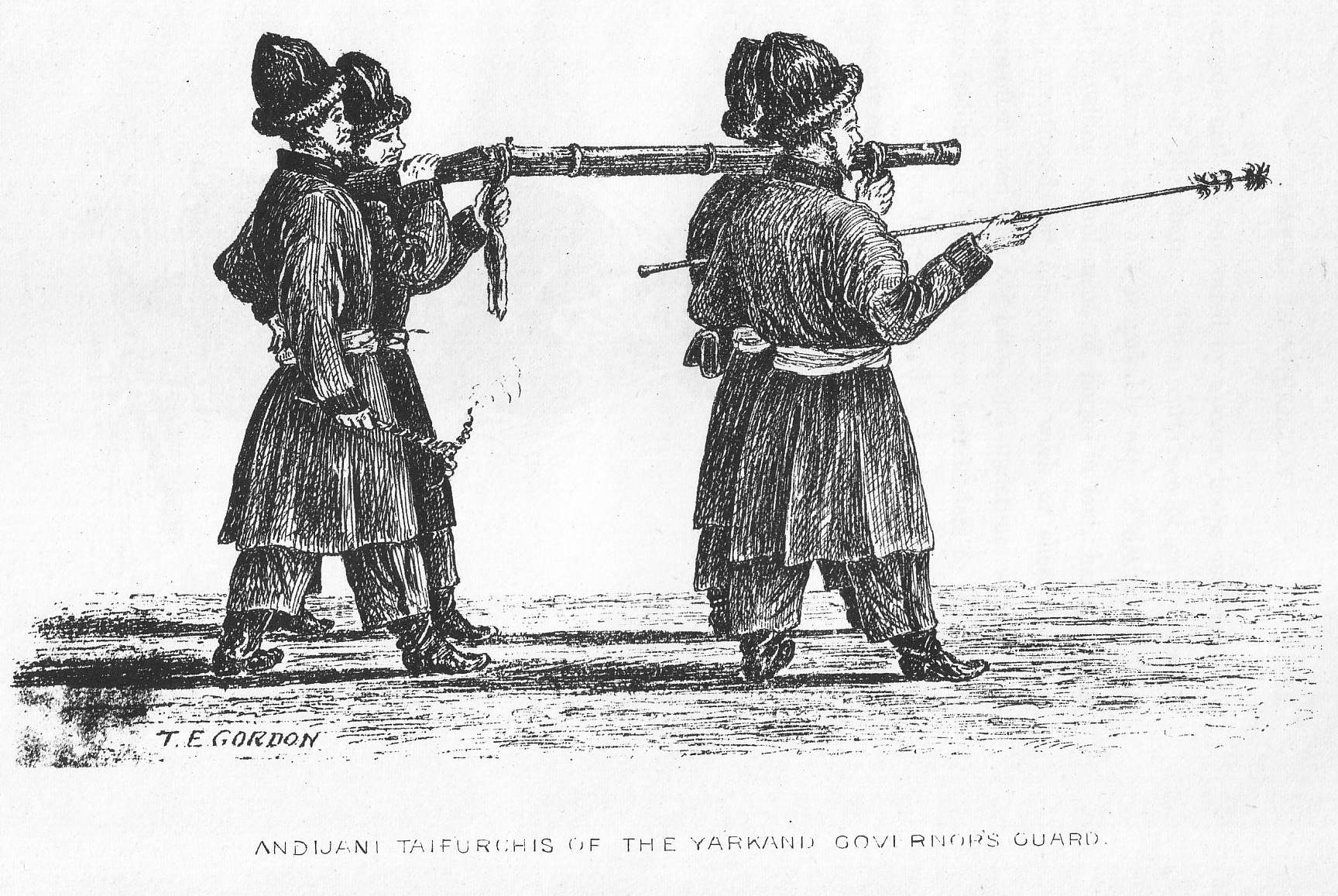
Le truppe Andijani di Yaqub Beg

Yaqub Beg nacque nella città di Piskent, nel Khanato di Kokand (oggi in Uzbekistan). Nelle ribellioni del 1864, lo straniero Khoqandi Yaqub Beg conquistò il bacino del Tarim.
Yaqub salì al potere dopo che i cinesi furono cacciati. I cinesi divennero importanti solo quando tornarono con un esercito. Il Khan di Kokand aveva qualche pretesa su Barzug Khan come suddito, ma nella pratica non fece nulla. Yaqub entrò nelle relazioni internazionali e firmò trattati con l'Impero russo e la Gran Bretagna, ma quando tentò di ottenere il loro sostegno contro la Cina, fallì.
Yaqub Beg ricevette il titolo di "Athalik Ghazi, ossia "Padre Campione della Fede" dall'emiro di Bukhara nel 1866. Il sultano ottomano gli diede il titolo di Amir.

#### Popolarità
Il governo di Yaqub Beg era impopolare tra i nativi. Per esempio uno dei kashgari locali, un guerriero e figlio di un capo, commentarono: "Durante il dominio cinese c'era tutto; ora non c'è niente". C'è stato anche un calo negli scambi." Yaqub Beg era malvisto ai suoi sudditi musulmani turchi, gravandoli di pesanti tasse e sottoponendoli a una versione dura della legge islamica della shari'a.
Lo storico coreano Kim Hodong sottolinea il fatto che con il fallimento dei suoi comandi disastrosi e inesatti la gente del posto accolse a loro volta accolto e con favore il ritorno delle truppe cinesi. Il generale della dinastia Qing Zuo Zongtang scrisse che "Gli Andijani sono tirannici per il loro popolo; le truppe governative dovrebbero confortarli con benevolenza. Gli Andijani sono avidi nell'estorcere il popolo; le truppe governative dovrebbero rimediare a ciò essendo generose."

### Caduta (1877)

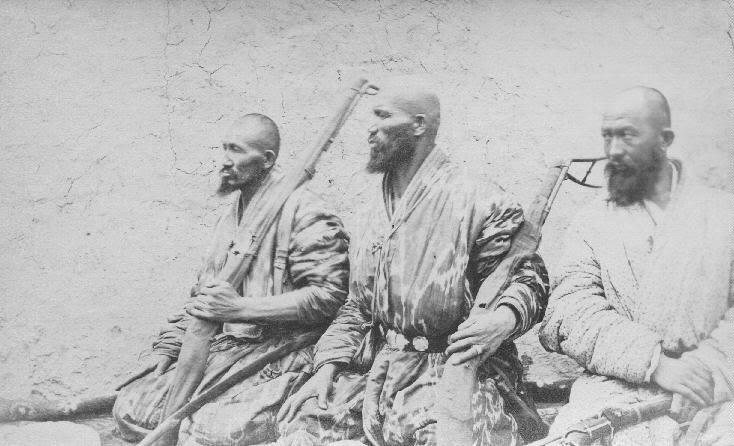
Uiguri Khotan, truppe di Yettishar

Alla fine degli anni '70 dell'Ottocento, i Qing decisero di riconquistare lo Xinjiang con il generale Zuo Zongtang come comandante. Quando Zuo si trasferì nello Xinjiang per schiacciare i ribelli musulmani sotto Yaqub Beg, fu raggiunto dal generale sufi dungano Khufiyya Ma Anliang e dalle sue forze che erano composte interamente da dungani musulmani. Ma Anliang e le sue truppe dungane combatterono al fianco di Zuo Zongtang per attaccare le forze ribelli musulmane. Inoltre, il generale Dong Fuxiang aveva un esercito di persone sia han che dungane, e il suo esercito prese durante la riconquista le aree di Kashgar e Khotan. Inoltre, i generali Shaanxi Gedimu Cui Wei e Hua Decai, che avevano disertato di nuovo ai Qing, si unirono a Zuo Zongtang e guidarono l'attacco alle forze di Yaqub Beg nello Xinjiang.
Il generale Zuo attuò una politica conciliante nei confronti dei ribelli musulmani, graziando coloro che non si erano ribellati e coloro che si erano arresi poiché uniti solo per motivi religiosi. Se i ribelli avessero aiutato il governo contro i ribelli musulmani, avrebbero ricevuto ricompense. In contrasto con il generale Zuo, il leader Manchu Dorongga cercò di massacrare tutti i musulmani e li ritenne tutti come nemici. Zuo incaricò anche il generale Zhang Yao che gli Andijani fossero "tirannici per il loro popolo; le truppe governative avrebbero dovuto confortarli con benevolenza. Zuo scrisse che gli obiettivi principali erano solo i "partigiani duri a morire" e i loro due leader, Yaqub Beg e Bai Yanhu. I nativi non furono incolpati o maltrattati dalle truppe Qing.
Zuo Zongtang, in precedenza generale dell'esercito Xiang, era il comandante in capo di tutte le truppe Qing che partecipavano a questa contro-insurrezione. I suoi subordinati erano il generale cinese Han Liu Jintang e Manchu Jin Shun.  L'esercito di Liu Jintang aveva l'artiglieria tedesca moderna, che mancava alle forze di Jin Shun e nemmeno l'avanzata di Jin era rapida come quella di Liu. Dopo che Liu bombardò Ku-mu-ti, le vittime dei ribelli musulmani ammontarono a 6.000 morti mentre Bai Yanhu fu costretto a fuggire per salvarsi la vita. Successivamente le forze Qing entrarono a Ürümqi senza opposizione. Zuo scrisse che i soldati di Yaqub Beg avevano moderne armi occidentali ma erano codardi: "Il capo Andijani Yaqub Beg ha armi da fuoco abbastanza buone. Ha fucili e pistole straniere, inclusi cannoni che usano proiettili esplosivi [Kai Hua Pao]; ma i suoi non sono né buoni né efficaci come quelli in possesso delle nostre forze governative. I suoi uomini non sono buoni tiratori, e quando vengono respinti semplicemente scappano."
Nel dicembre 1877 tutta la Kashgaria fu conquistata. Muhammad Ayub con i distaccamenti Dungan si rifugiò nei possedimenti della Russia. Il potere della dinastia Qing fu ripristinato su tutto lo Xinjiang, ad eccezione della regione di Ili, che fu restituita dalla Russia alla Cina con il Trattato di San Pietroburgo.

#### La morte di Yaqub Beg
Le modalità della morte di Yaqub Beg non sono chiare. The Times di Londra e la russa Turkestan Gazette riferirono che era morto dopo una breve malattia.  Lo storico contemporaneo Musa Sayrami (1836-1917) afferma che fu avvelenato il 30 maggio 1877 a Korla dall'ex hakim (governante locale della città) di Yarkand, Niyaz Hakim Beg, dopo che quest'ultimo aveva concluso un accordo di cospirazione con il forze Qing nella Zungaria. Tuttavia, lo stesso Niyaz Beg, in una lettera alle autorità Qing, negò il suo coinvolgimento nella morte di Yaqub Beg e affermò che il sovrano del Kashgaria si fosse suicidato. : 167–169 . Gli storici moderni, secondo Kim Hodong, pensano che la morte naturale (per un ictus) sia la spiegazione più plausibile.